# Улица (фильм, 1972)
«Улица» (кирг. Көчө) — художественный фильм Геннадия Базарова, снятый в 1972 году на киностудии Киргизфильм, по мотивам рассказа Мурзы Гапарова «Улица».

## Содержание
Небольшой рассказ о жителях селения Беш-Кемпир (пять старух). На месте этого селения должно быть построено водохранилище и жителям нужно переселяться со дна будущего моря на новое место. Возникающие в связи с этим проблемы характерны для тогдашнего юга Республики, — места будущего каскада Нарынских гидроэлектростанций. Создатели фильма показывают, как по-разному относятся жители села к переселению. Фильм с комедийным уклоном, заканчивается новосельями. Сценарий фильма был удостоен награды на Республиканском конкурсе.

## Съёмочная группа
- Сценарий - М. Гапаров
- Постановка - Геннадий Базаров
- Операторы - М. Туратбеков,  В. Дурандин
- Художник - Алексей Макаров
- Композитор - Ю. Шеин
- Звукооператор - Ю. Шеин
- Монтажёр - Ж. Толомушева
- Режиссёр - Ю. Карякин
- Оператор - М. Джергалбаев
- Художник - гримёр - Э. Котова
- Фотохудожник - А. Федоров
- Редактор - А. Джакыпбеков
- Директор картины - Т. Орузбаев

## Роли исполняют
| Актёр               | Роль                        |
| ------------------- | --------------------------- |
| Чоробек Думанаев    | Абаз                        |
| Н. Кытаев           | Туман                       |
| Бакен Кыдыкеева     | Сейил                       |
| Журахон Рахмонов    | Организатор петушинных боёв |
| Муратбек Рыскулов   | Борош ава                   |
| Алиман Джангорозова | жена Бороша                 |
| Советбек Джумадылов | Ормотой                     |
| Дилдорбек Рахмонов  | Эпизод                      |

## Награды и фестивали
- Сценарий фильма был удостоен награды на Республиканском конкурсе.